# Prîbîliv, Tlumaci
Prîbîliv (în ucraineană Прибилів) este o comună în raionul Tlumaci, regiunea Ivano-Frankivsk, Ucraina, formată numai din satul de reședință.

## Demografie
Componența lingvistică a comunei Prîbîliv
     Ucraineană (99,72%)
     Alte limbi (0,28%)
Conform recensământului din 2001, majoritatea populației comunei Prîbîliv era vorbitoare de ucraineană (99,72%), existând în minoritate și vorbitori de alte limbi.